# Mon plus beau Noël
Singles de Johnny Hallyday
Ma religion dans son regard
(2005) Le temps passe
(2006)
Mon plus beau Noël est une chanson écrite et composée par Fred Blondin et interprétée par Johnny Hallyday figurant sur l'album Ma vérité  sorti en 2005. Le titre est diffusé en single le 5 décembre 2005.

## Histoire
Cette chanson a été composée à l'occasion de l'adoption de sa fille Jade.
Lors de la cérémonie d'hommage à Johnny Hallyday, le 9 décembre 2017, Line Renaud qui avait présenté le chanteur à la France pendant l'émission L'École des vedettes en avril 1960, reprend un extrait des paroles de la chanson pendant son discours :

« Il y a tellement de choses que j'aimerais te raconter, pour te donner la force, le courage de tout affronter. Si je peux te transmettre ce formidable goût d'aimer, de tous les hommes je serai le plus heureux, le plus comblé. »

## Versions
| 1. | Mon plus beau Noël       | 4:18 |
| 2. | Je prendrai soin de vous | 4:59 |

## Classements
| Classement (2005-2006)                  | Meilleure position |
| --------------------------------------- | ------------------ |
| Belgique (Wallonie Ultratop 50 Singles) | 2                  |
| France (SNEP)                           | 1                  |
| Suisse (Schweizer Hitparade)            | 14                 |

| Classement (2017) | Meilleure position |
| ----------------- | ------------------ |
| France (SNEP)     | 79                 |

| Classement (2005)                       | Position |
| --------------------------------------- | -------- |
| Belgique (Wallonie Ultratop 50 Singles) | 84       |
| France (SNEP)                           | 26       |